# Wiehl
Wiehl este un oraș din landul Renania de Nord-Westfalia, Germania. Este localizat la 41 de km la est de Köln.